# Поен дрозд
Пойният дрозд (Turdus philomelos) е прелетна птица от семейство Дроздови. Среща се и в България.

## Физически характеристики
Пойният дрозд е на големина колкото коса. На дължина достига до 23 cm, а теглото му варира между 53 и 79 g. Размахът на крилата е 33 – 36 cm.
Горната страна на тялото му и върхът на главата са маслинено-кафяви, а долната е белезникава. По корема, гърдите и слабините има капковидни петна. Подкрилията са охрено-ръждиви и по това се отличава от беловеждия дрозд, с когото много си приличат. Не се наблюдава полов диморфизъм. Самецът е малко по-едър от женската и при нея гърдите са с малко по-жълт оттенък. Други външни разлики няма. Младите индивиди имат допълнителни петна по гърба, врата и плещите. Краката са розови, човката – тъмнокафява, с жълтеникава основа на долна челюст. Очите също са тъмнокафяви. От разстояние може да се сбърка с имеловия дрозд, който обаче е по-едър, гърбът му е сив, а подкрилията му отдолу са бели.

## Разпространение
Ареалът на разпространение на пойния дрозд е изключително обширен. Независимо от факта, че тенденцията е броят на птиците да намалява, спадът не се смята за достатъчно бърз, за да се доближи до праговете на уязвимост. Поради тези причини видът се оценява като незастрашен. За 2004 година гнездовата популация в Европа се оценява на 20 до 36 милиона гнездящи двойки, което се равнява на 60 – 108 милиона индивиди. Континентът формира 50 – 74% от глобалния обхват на вида, така че по предварителна оценка общият брой на птиците в света е между 81 100 000 и 216 000 000. В Европа тенденцията от 1980 година насам показва, че популациите са били подложени на умерен спад, на базата на предварителните данни за 21 страни от континента, включени в общата схема за мониторинг на птиците.
Видът е разпространен в Европа, Предна и Западна Азия и в целия горски пояс на Русия, до езерото Байкал. В Австралия и Нова Зеландия е допълнително интродуциран.
Зимува в Западна и Южна Европа, Средиземноморието, Северна Африка и Мала Азия. В България долита през март и отлита през октомври и ноември. Много рядко отделни екземпляри остават в страната и през зимата.

## Начин на живот и хранене
Пойният дрозд се среща най-често в планинските области, като обитава както иглолистни, така и широколистни и смесени гори, особено там, където преобладаващо дърво е елата. Избягва гъстите гори и много често обитава заливни низини. В централната и северната част на горския пояс той предпочита млади елови и смърчови гори, стари сечища, където са поникнали млади дървета. Много често се наблюдава и в края на смесени гори, особено когато те граничат с храсталаци, хвойна, млади дървета и друг подраст. На юг гнезди в широколистни гори и степни райони. По време на прелет може да се види и в полетата, в парковете и в градините. В България се среща в цялата страна, с изключение на земеделските райони, в които няма гори.
Търси храната си главно по земята, ровейки под нападалите листа. Храни се както с насекоми, червеи, паяци и други безгръбначни животни, така и с плодовете на горски треви и храсти – ягоди, боровинки, къпини и други. Въпреки че пойният дрозд може да консумира разнообразни храни, много важна част от хранителния му режим представляват дъждовните червеи, които изравя от меката почва. Към края на лятото, когато е по-трудно да се достигне до тези червеи, включва в храната си и охлюви, като чупи черупките им, удряйки ги в камъните. Такива „наковални“, заобиколени от черупки, често могат да се срещнат в градините.
Пойният дрозд живее самостоятелно и само през размножителния период оформя брачни двойки. В плен птицата е непретенциозна и може да живее повече от 10 години. Тъй като в природата се храни както с животинска, така и с растителна храна, може да бъде наречена всеядна. В клетка бързо се научава да консумира всякаква храна, дори и такава, каквато в естествени условия не би намерила.

## Звуци
Птицата е получила названието си съвсем заслужено. Пойният дрозд е един от най-добрите певци в България след славея и черноглавото коприварче. По богатство на трелите и чистота на звуците може да бъде сравняван със славея. Песента му, която е мелодична и разнообразна, е толкова силна, че в тиха нощ може да се чуе на разстояние до 600 m. Повтарят се няколко кратки елемента (между 1 и 4) от някаква тема от 3 до 5 пъти, добавят се варианти към тях и чак след това дроздът преминава към нова тема. Някои части от песента му звучат така красиво и великолепно, че има случаи, когато хората приемат песента му за славеева. Но славеят пее тихо, криейки се в храсти и на труднодостъпни места, докато пойният дрозд се откроява със своите „концерти“ на откритата сцена. Той каца на самия връх на дървото и оттам огласява околността с песни, наподобяващи звука на флейта. Пее обикновено сутрин и вечер, но често може да се чуе и след залеза на слънцето, когато се конкурира с червеношийката. По време на пеене не върти глава, нито движи крила, както прави скорецът, а стои кацнал спокойно, с леко повдигната човка. По време на полет обикновено издава звуци, наподобяващи „цик-цик“. 
Бързо привиква с живота в плен и тогава пее през по-голямата част от годината – понякога от октомври до началото на август. Лесно възприема и възпроизвежда песента на други птици и може да бъде обучен да изпълнява различни мотиви или мелодии. Някои екземпляри могат много близко да предават срички и дори думи от човешката реч.

## Размножаване
Гнездовият период започва веднага след прелета, в края на март. Тогава често може да се чуе песента на мъжкия. Брачната му песен е силна, разнообразна и мелодична. Птиците стават полово зрели на едногодишна възраст.
Гнезди най-често в ниските разклонения на клони на дървета и храсти, на разстояние максимум 3 метра от земята. Гнездото е чашковидно, изградено от сухи треви, клонки, листа и мъх. Отвътре е гладко измазано с кал и частици изгнила дървесина, слепени със слюнка. Различава се от гнездото на коса само по това, че подът му не е застлан с нищо и яйцата са положени направо върху „мазилката“. Диаметърът му е 100 – 180 mm, височината е 80 – 115 mm, дебелината на стените – 20 – 30 mm, а на дъното – 20 – 50 mm.
Дългият размножителен сезон трае от март до август. През април женската снася от 4 до 7 ярки светлосини яйца, изпъстрени с тъмни виолетови, кафяви или черни петна. Размерът им е 25 – 30 mm на 19 – 22 mm. Теглото на едно яйце е около – 6 g, от които 6 % се падат на черупката. Инкубират се почти изцяло женската, но мъжкият я сменя по време на хранене, обикновено в следобедните часове. Мътят в продължение на 11 – 13 дни. Малките напускат гнездото 15 дни след излюпването, но и двамата родители продължават да ги хранят с различни насекоми, малки червеи и голи охлюви още няколко дни. Птичетата са кафеникави и трудно се различават на фона на почвата. В края на май и началото на юни вече се наблюдават летящи птичета, които стават напълно самостоятелни около 5 седмици след излюпването. През годината, от март до юли, може да има 2 – 3 поколения. В северните райони на ареала люпилото е само едно за годината.
Около гнездото пойният дрозд се държи неспокойно, като с това поведение сам показва местонахождението му. При опасност издава постепенно усилващи се звуци, след което двамата родители започват да се носят в кръг над гнездото.